# Toy Boy
Toy Boy é uma série de televisão espanhola que estreou em 25 de setembro de 2019 através do canal espanhol Antena 3.
A série se tornou mundialmente conhecida após sua estreia global na Netflix em fevereiro de 2020  Em 31 de Julho de  2020 a Netflix  renovou a Série  Para Uma segunda  temporada 

## Enredo
Hugo Beltrán (Jesús Mosquera) é um stripper jovem, bonito e despreocupado. Certa manhã, ele acorda em um veleiro, depois de uma noite de festas e excessos, ao lado do cadáver queimado de um homem. Ele namora com Macarena Medina, sua amante (Cristina Castaño), uma mulher madura e poderosa com quem ele teve um relacionamento sexual tórrido de alta tensão. Hugo não se lembra de nada que aconteceu na noite do crime, mas tem certeza de que não é o assassino, mas a vítima de um esquema para acusá-lo. Após um rápido julgamento, ele é condenado a quinze anos de prisão.
Sete anos depois, na prisão, recebe a visita de Triana Marín (María Pedraza), uma jovem advogada que, representando um grande escritório de advocacia, se oferece para ajudá-lo, reabrir o caso e tentar provar sua inocência em um novo julgamento. Embora Hugo desconfie da oferta, Triana anula a condenação e é libertada da prisão, em liberdade condicional e até a realização de um novo julgamento no qual eles terão que provar sua inocência.
A partir deste momento, Triana e Hugo terão que trabalhar juntos para tentar desvendar uma trama complexa que levou uma pessoa inocente à prisão. Um relacionamento que não será fácil, pois pertence a mundos diametralmente opostos; Ela é advogada com um futuro brilhante, trabalhador, responsável e brilhante. Ele, um mestre da noite, ex-prisioneiro e considerado assassino por todos, exceto ele próprio e com sede de vingança.

## Resumo
| Temporada | Temporada | Episódios | Episódios | Originalmente exibido   | Originalmente exibido   | Emissora |
| --------- | --------- | --------- | --------- | ----------------------- | ----------------------- | -------- |
|           | 1         | 13        | 13        | 28 de fevereiro de 2020 | 28 de fevereiro de 2020 | Netflix  |
|           | 2         | 8         | 8         | 11 de fevereiro de 2022 | 11 de fevereiro de 2022 | Netflix  |

## Elenco

### Principal
- Jesús Mosquera – Hugo Beltrán González
- Cristina Castaño – Macarena Medina de Solís
- María Pedraza – Triana Marín
- José de la Torre – Iván Nieto Guillen
- Carlo Costanzia – Jairo
- Raudel Raúl Martiato – Germán
- Juanjo Almeida – Andrea Norman Medina
- José Manuel Seda – Borja Medina de Solís
- Álex Gadea – Mateo Medina de Solís
- Javier Mora – Ángel Altamira

Con la colaboración especial de
- Pedro Casablanc – Inspector Mario Zapata
- Elisa Matilla – María Teresa Rojas
- María Pujalte – Carmen de Andrés
- Adelfa Calvo como Doña Benigna Rojas Romero

### Secundario
- Miriam Díaz-Aroca – Comisaria Luisa Gutiérrez[4]
- Carlos Scholz – Óscar
- Nía Castro – Claudia

### Episódico
- Cinta Ramírez – Lucía
- Virgil Mathet – Philip Norman